# Inverse Halbgruppe
Die inverse Halbgruppe ist ein Begriff aus dem mathematischen Teilgebiet der Algebra. Er verallgemeinert den Begriff der Gruppe. Dabei werden inverse Elemente ohne Bezugnahme auf ein neutrales Element definiert.

## Definition
Eine inverse Halbgruppe ist eine Halbgruppe {\displaystyle (A,\cdot )} mit der Eigenschaft, dass es zu jedem {\displaystyle x\in A} ein eindeutig bestimmtes {\displaystyle y\in A}, Inverses (in Abgrenzung zu dem inversen Element bezogen auf ein neutrales Element auch relatives Inverses) von {\displaystyle x} genannt, gibt mit
{\displaystyle x\cdot y\cdot x=x} und {\displaystyle y\cdot x\cdot y=y}.

## Äquivalente Definitionen

### Mit Operationssymbol
Eine Halbgruppe {\displaystyle (A,\cdot )} ist eine inverse Halbgruppe, wenn idempotente Elemente kommutieren und es eine weitere Operation {\displaystyle (-)^{*}\colon A\to A} gibt, sodass für alle {\displaystyle x\in A} gilt
{\displaystyle x\cdot x^{*}\cdot x=x} und {\displaystyle x^{*}\cdot x\cdot x^{*}=x^{*}}.

### Rein algebraisch
Eine Halbgruppe {\displaystyle (A,\cdot )} ist eine inverse Halbgruppe, wenn es eine weitere Operation {\displaystyle (-)^{*}\colon A\to A} gibt und folgende Gleichungen für alle {\displaystyle x,y\in A} erfüllt sind:
- {\displaystyle (x^{*})^{*}=x,}
- {\displaystyle x\cdot x^{*}\cdot x=x,}
- {\displaystyle x\cdot x^{*}\cdot y\cdot y^{*}=y\cdot y^{*}\cdot x\cdot x^{*}.}

## Beispiele und Anwendungen
Jede Gruppe ist eine inverse Halbgruppe, mit {\displaystyle x^{*}:=x^{-1}}.
Jeder Halbverband ist eine inverse Halbgruppe, mit {\displaystyle x^{*}:=x}.
Die Definition einer „Meadow“ erhält man, indem man die Definition eines Körpers als speziellen unitären kommutativen Ring {\displaystyle (R,+,\cdot )} modifiziert: Anstatt außerdem zu fordern, dass {\displaystyle (R\setminus \{0\},\cdot )} eine Gruppe ist, wird gefordert, dass {\displaystyle (R,\cdot )} eine inverse Halbgruppe ist.
Die Folge ist, dass „Meadows“ rein algebraisch axiomatisiert werden können. Die „Division“, definiert als Multiplikation mit dem Inversen, wird total; es ist {\displaystyle 1/0=0}.

## Eigenschaften
Für jedes Element {\displaystyle x} einer inversen Halbgruppe ist {\displaystyle x^{*}\cdot x} immer idempotent.
Zudem kann jedes idempotente Element {\displaystyle e} in dieser Form dargestellt werden, da {\displaystyle e=e^{*}\cdot e}.
Wie in Gruppen ist {\displaystyle (x^{*})^{*}=x} und {\displaystyle (x\cdot y)^{*}=y^{*}\cdot x^{*}}.